# Crataegus senta
Crataegus senta — вид рослин із родини трояндових (Rosaceae).

## Біоморфологічна характеристика
Це кущ чи дерево заввишки 60 дм, гілки ± плакучі. Гілочки новорослі зелені, запушені, 1-річні пурпурно-коричневі під воском що відлущується, старші насичено тьмяно-сірі; колючки на гілочках відсутні чи численні, від прямих до злегка вигнутих, 1-річні часто від мідних до темно-червоних, 1.5–5 см. Листки: ніжки листків 30–40% довжини пластини, грубо запушені, чорно-залізисті; пластини тьмяно-зелені, абаксіально бліді, від довгасто-лопатоподібних до клиноподібних чи вузько-зворотно-дельтоподібних, 3 см, тонкі, ± гнучкі, часточок по 1 чи 2 з боків, добре виражені, верхівки часток гострі, краї сильно городчато-пилчасті майже до основи, густо залозисті, адаксіальна поверхня рідко запушена в молодості, основні жилки та пазухи волосисті. Суцвіття 3–7-квіткові. Квітки в діаметрі 15–20 мм; чашолистки вузько-трикутні. Яблука темно-червоні, ± округлі, 10 мм у діаметрі, крапчасті; плодових кісточок 3–5. Цвітіння: квітень і початок травня; плодоношення: серпень і вересень.

## Середовище проживання
Зростає на південному сході США — Алабама, Флорида, Джорджія, Північна Кароліна, Південна Кароліна. Населяє сухі соснові ліси, відкриті чагарники, піщані рівнини; на висотах 100–800 метрів.